# Automolis quinta
Automolis quinta là một loài bướm đêm thuộc phân họ Arctiinae, họ Erebidae.